# (11803) Turrini
(11803) Turrini est un astéroïde de la ceinture principale.

## Description
(11803) Turrini est un astéroïde de la ceinture principale. Il fut découvert le 1er mars 1981 à l'observatoire de Siding Spring par Schelte J. Bus. Il présente une orbite caractérisée par un demi-grand axe de 3,04 UA, une excentricité de 0,12 et une inclinaison de 14,0° par rapport à l'écliptique.